# 石塘咀市政大廈
石塘咀市政大廈（英語：Shek Tong Tsui Municipal Services Building）是香港一座多用途的市政大樓，位於香港島西區石塘咀皇后大道西470號，西環大樓旁。
市政大廈內設有多項市政設施，包括由食物環境衛生署管理的街市及熟食中心，以及由康樂及文化事務署管轄的圖書館、學生自修室、體育館等。

## 歷史
石塘咀市政大廈現址在1980年代前屬私人住宅區（皇后大道西458至470號），中間有一名為「晉成街」（Chun Sing Street）的街道（於1919年10月17日命名），南端設有樓梯通往山道近加倫臺。早年晉成街兩旁皆為唐樓，地鋪開滿各式食肆，街口處更有數檔大牌檔販賣雲吞麵等食物，是區內街坊心中之「食街」。
香港政府在1974年完成收地程序後，市政局建議於晉成街地段興建室內外混合康樂設施，下層興建室內運動場，與山道同層的天台則作休憩花園之用，但後來並沒有立即實行，晉成街樓宇亦未有即時清拆。後來政府於80年代遷拆晉成街之住宅樓宇，騰空之空地曾一度闢作休憩處，最後因區內居民對市政設施之需求甚殷，港府決定於晉成街興建市政大廈，由興業建築師有限公司負責設計。為配合建造工程，晉成街遭永久封閉，在市政大廈落成後改建為扶手電梯，但街名已消失。
新市政大廈本擬命名為「晉成市政大廈」（UC Chun Sing Complex），但由於晉成街因此工程而消失，故市政局認為以之命名並不恰當，乃改用「石塘咀市政大廈」一名。

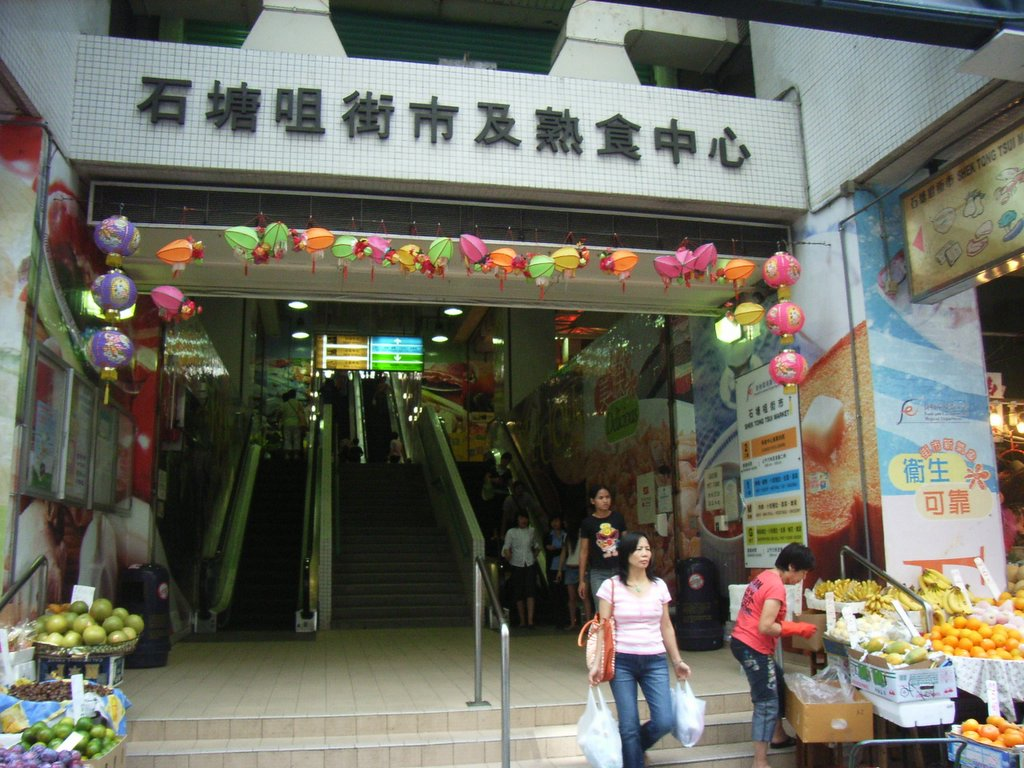
石塘咀市政大廈的街市入口，內有扶手電梯通往M層及1樓「濕貨」街市

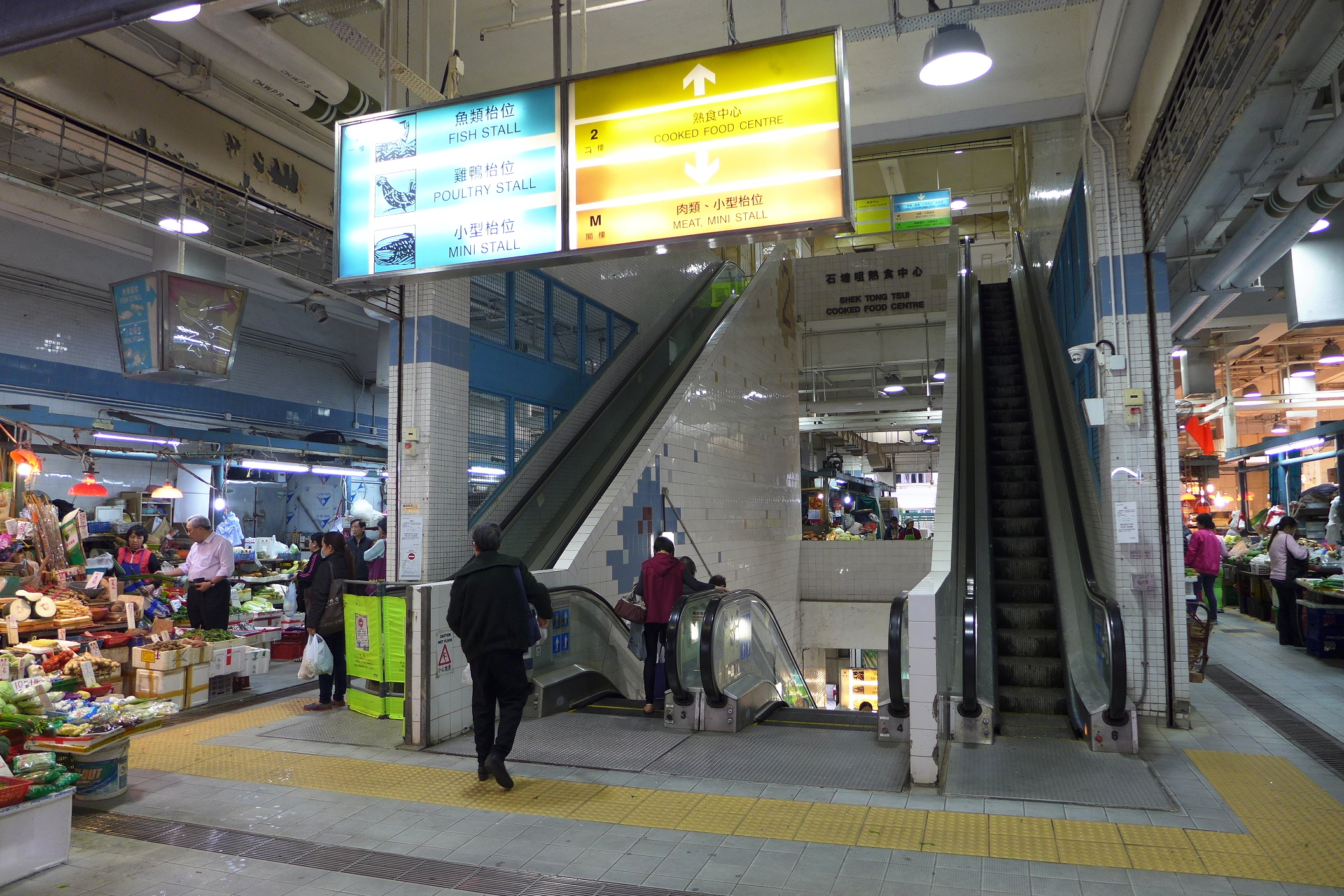
1樓為街市

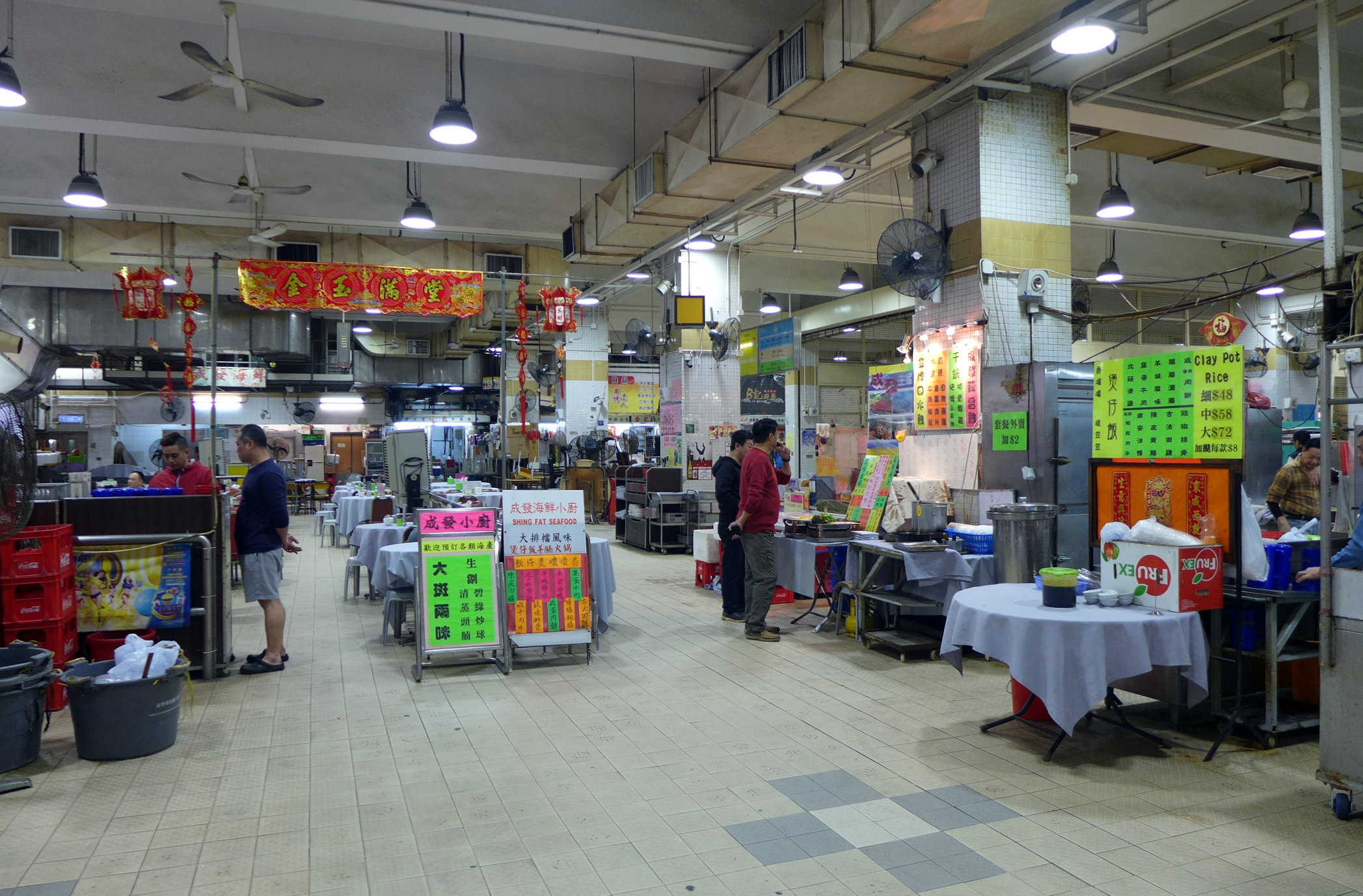
2樓為石塘咀街市熟食中心

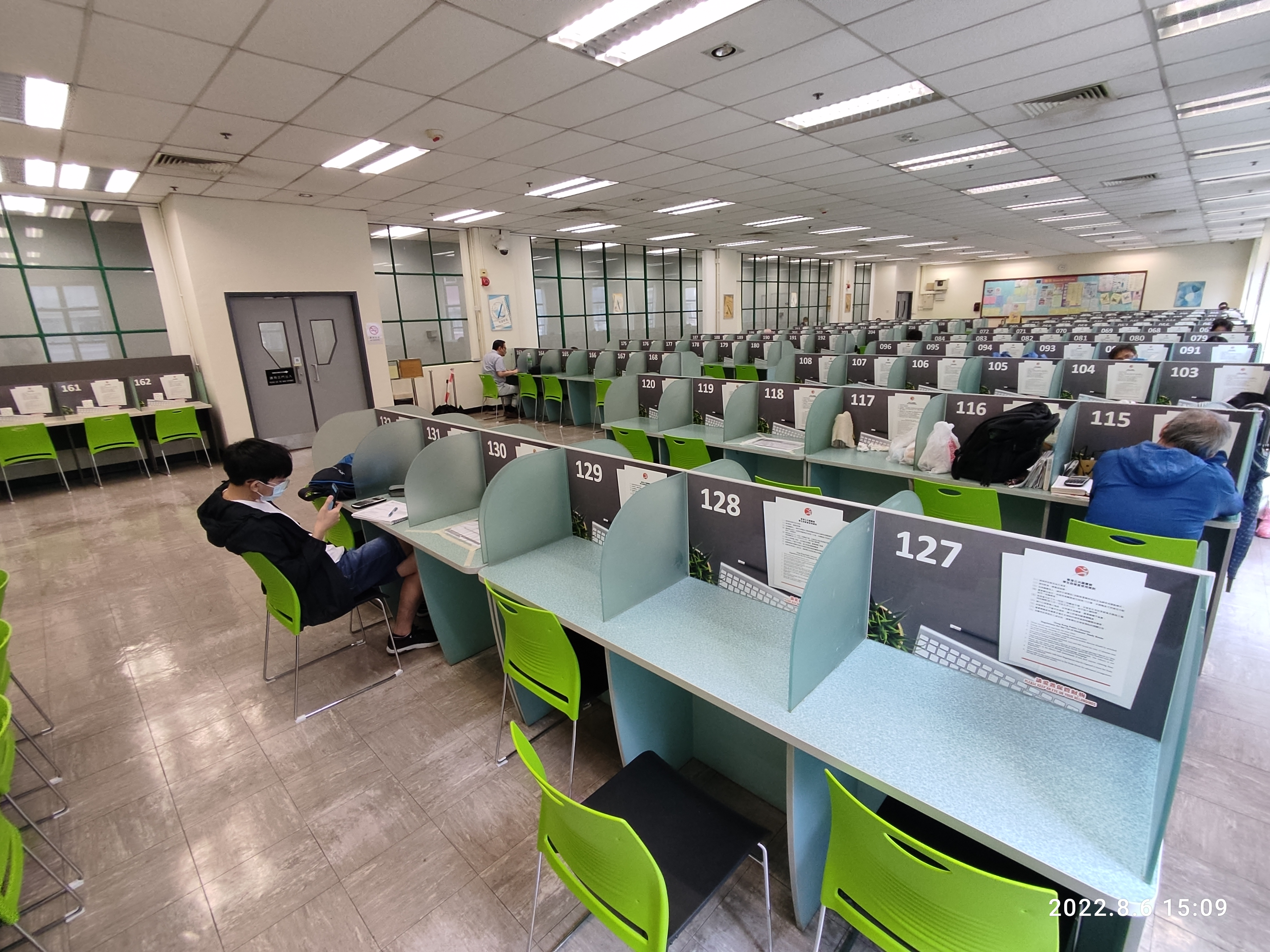
4樓為石塘咀公共圖書館學生自修室

石塘咀市政大廈於1991年起分階段啟用，當時原設於山道及南里交界（拆卸後改作休憩花園，現為香港大學站B2出口）的石塘咀街市遷入市政大廈，原設於區內私人大廈內的市政局公共圖書館分館亦然，另增設屬第四代設計的室內運動場。市政大廈於1992年1月20日由陳國明議員正式揭幕，當時大廈由市政局管理，故英文名曰 Urban Council Shek Tong Tsui Complex。2000年特區政府解散市政局，市政大廈內的設施分別由新成立的食物環境衛生署及康樂及文化事務署接管，英文名稱後來亦改用現稱。

## 設施
| 樓層 | 設施                       |
| ---- | -------------------------- |
| 6樓  | 石塘咀體育館               |
| 5樓  | 石塘咀體育館               |
| 4樓  | 石塘咀公共圖書館學生自修室 |
| 3樓  | 石塘咀公共圖書館           |
| 2樓  | 石塘咀街市熟食中心         |
| 1樓  | 石塘咀街市                 |
| 閣樓 | 石塘咀街市                 |
| 地下 | 石塘咀街市                 |

### 石塘咀街市及熟食中心
石塘咀街市（Shek Tong Tsui Market）設於石塘咀市政大廈地下（G）、閣樓（M）及一樓（1），為第四代出現的石塘咀街市，共有153個枱位，地下主要售賣乾貨（如報紙、水果、鮮花及其他雜貨），閣樓枱位則主要販賣肉類及蔬菜，1樓則以魚類、家禽、生雪及蔬菜為主，每日06:00-20:00營業。街市於1991年隨市政大廈落成而遷入，取代設於山道的第3代石塘咀街市。
第3代石塘咀街市位於山道及南里交界，於1972年動工，耗資港幣170萬元興建，並於1974年3月29日正式啟用，供原設於山道的小販遷入。該街市共有5層，啟用時共設48個售賣蔬菜的檔位及22個售賣魚類／肉類／家禽的檔位，天台設有兒童遊樂及休憩設施。其後舊街市不敷應用，遷入市政大廈後舊街市遭拆卸，並於1993年改建為休憩處。該休憩處於2010年起劃作港鐵西港島綫工地。
石塘咀街市熟食中心（Shek Tong Tsui Market Cooked Food Centre）設於市政大廈二樓，設有多個售賣熟食的攤位，於每日06:00-02:00營業。

## 外部連結
- 康文署：石塘咀體育館 （页面存档备份，存于）
- 食環署：石塘咀街市 （页面存档备份，存于）